# 日本生花商協会
一般社団法人日本生花商協会（にほんせいかしょうきょうかい、英: All Japan Florists Association）は、一般社団法人の一つ。略称は日花協（にっかきょう）。
1964年に日本国内において生花小売業を営む会員の経済的地位の向上と発展を図ることを目的に同業組合として設立され、農林水産省の許可を受け社団法人となった。
2015年一般社団法人の認定を受ける。

## 主な活動
- 全日本花卉装飾技術選手権大会
- 全国花育活動の推進